# Esparregueres (Santa Pau)
Esparregueres és una masia de Santa Pau (Garrotxa) inclosa a l'Inventari del Patrimoni Arquitectònic de Catalunya.

## Descripció
És un mas situat dalt d'un pujol, dominant les terres de Mieres. Va ser bastida al segle xvii, com ho confirma la llinda de la porta principal, i es va remodelar i ampliar al segle xviii. Disposa de dues façanes impressionants: la principal, situada a l'oest, amb la porta d'entrada i la font (1731) i la façana encarada a l'est, amb dos grans pisos de balconades. L'interior es troba molt descuidat, exceptuant una petita part arreglada per a segona residència.

### Llars de foc
Destaquen les llars de focs i el forn de pa. Disposava de diverses llars de focs, però destaca la del menjador del primer pis. Conserva les esmolles, la pala i el braç per sostenir les peroles damunt les brases, tot de ferro forjat. També es conserva un forn de pa en una altra habitació. Aquesta distribució no és corrent, ja que normalment el forn és situat al costat de la llar de foc.

### Llindes
Pel que fa a les llindes, la de la porta principal diu "Y / BANET ESPARAGERAS AVUI 19 / DEGUY DEL' ANY 1687". La de la porta d'accés al gran trull d'oli: 1745 La de la porta d'accés a l'oratori: "18 03", amb una creu al mig.

### Moles del trull d'oli
A la planta baixa del Mas hi havia una gran sala destinada a l'elaboració de l'oli. Es conserven les moles, una premsa de l'any 1914 i les restes d'una premsa més primitiva. Les moles estan formades per un gran contenidor de forma circular que conté diferents forats pels quals sortien les olives xafades. Es movia amb la força d'un cavall, que feia rodar una gran pedra. La seva complicada estructura de fusta fa pensar que va ser instal·lat coetàniament a la construcció de la casa, al segle xvii.

## Història
El mas Esparregueres va ser molt important dins la vall de Sallent. Disposava d'un gran trull d'oli que li permetia el seu monopoli; així mateix recollia gran quantitat de cereals que emmagatzemava a les dues grans pallisses que, a manera de porxo, guarden l'era i la porta d'entrada. Restes que testimoniegen el seu passat gloriós són dos bonics llits de ferro, un d'ells amb decoracions amb esmalts, calaixeres de roure mig corcades, balancins i diferents objectes de llautó i aram.